# Amarsul
A AMARSUL, Valorização e Tratamento de Resíduos Sólidos S.A. é uma empresa dedicada à gestão dos resíduos sólidos urbanos (RSU) dos municípios da Península de Setúbal em Portugal.

Fundada em 1997, é constituída pelos concelhos de Alcochete, Almada, Barreiro, Moita, Montijo, Palmela, Seixal, Sesimbra e Setúbal.
A AMARSUL tem como responsabilidade a implementação de ecopontos e organização dos processos de recolha selectiva de resíduos, bem como a gestão de vários equipamentos de tratamento e valorização de RSU, como aterros sanitários, central de triagem, central de compostagem e um sistema de aproveitamento energético de biogás.
Em 2006, a AMARSUL recebeu 520 mil toneladas de RSU e destas valorizou mais de 22 mil toneladas. O sistema de aproveitamento energético de biogás produziu a energia equivalente às necessidades de 4.000 famílias.